# Serie M (Bedford)

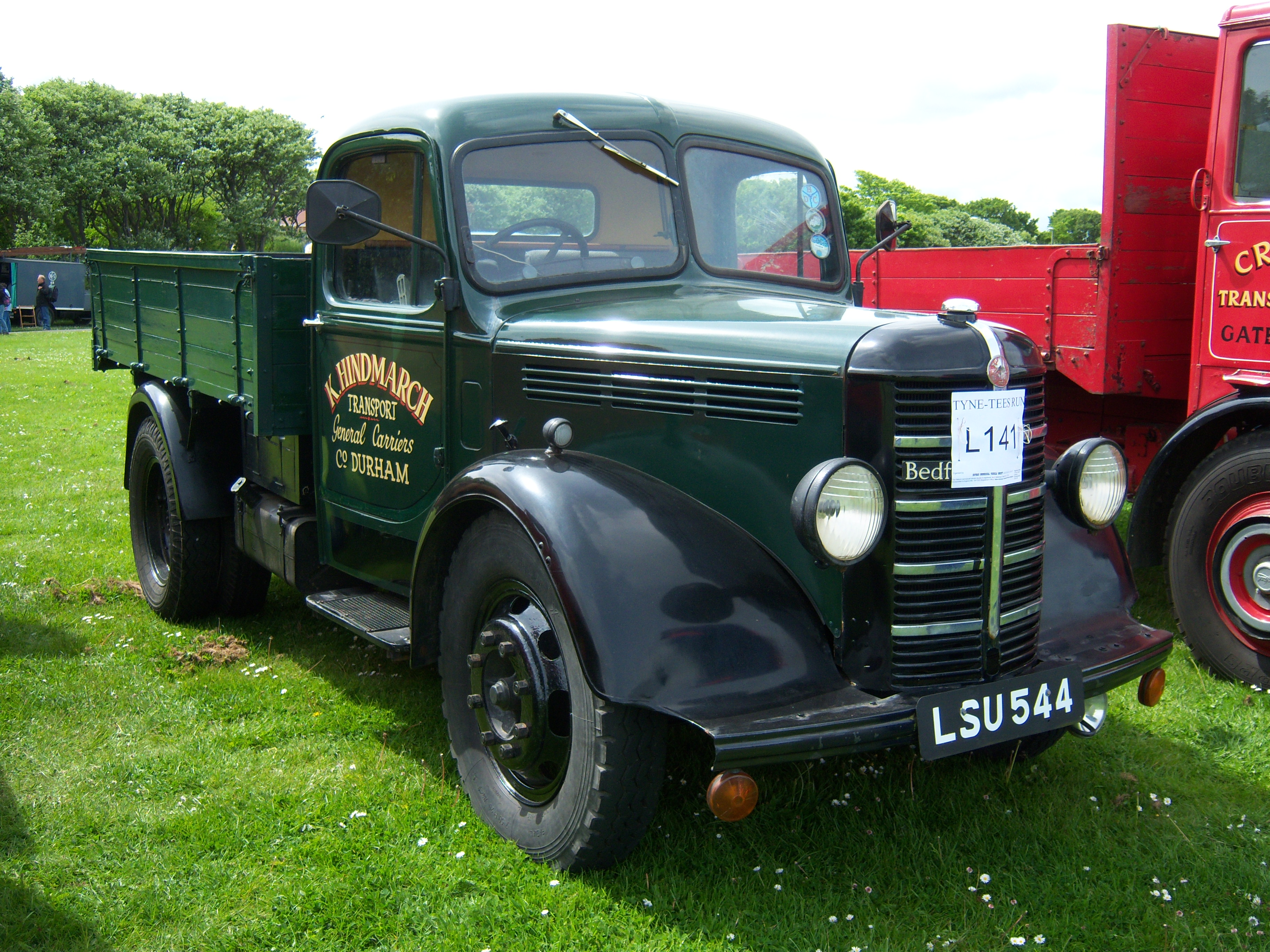
Un camión Bedford MSD

La serie M de camiones de la Bedford fueron una serie de camiones comerciales ofrecidos tanto en chasis cabinados como simples chasis carrozables, siendo vistas las primeras variantes en el mercado desde 1939. Su sistema de manejo era de dirección con tracción delantera en el eje, de cuatro velocidades, con un control de dirección mecánica en el chasis y de cuatro ruedas en su sistema de impulsión diseñado para cargar pesos de hasta 2-3 toneladas. 
Se ofrecieron dos versiones principales de separación de ejes --de 10' 0" o 11' 11"-- y cada uno de dichos modelos fue equipado con un motor de gasolina de 6 cilindros estándar, con una fuerza de 27,34 caballos de vapor (27 HP). Acoplado a éste se le montó una caja de cambios de 4 velocidades con embrague seco, y un sistema de frenos de poder adosados al eje trasero, que operaban un sistema flotante con disco cónico espiral al final. Los frenos eran de tipo hidráulico y operaban mediante un servosistema asistido en las cuatro ruedas de la firma Lockheed.

## Variantes

### Camiones
Dos variantes principales, con siete distintas variantes de camiones de la serie M en diferentes configuraciones de chasis fueron ofrecidas en el mercado. Sus designaciones fueron: 
MS - camión de ancho de ejes recortados (10 pies (3 m))
- MSZ : sólo chasis
- MSC : chasis cabinado
- MSD : camión de estacas abatibles laterales
- MST : volqueta

ML - camión de ancho de ejes alargado (11,11 pies (3 m))
- MLZ : sólo chasis
- MLC : chasis cabinado
- MLD : camión de estacas abatibles laterales

### Autobuses
En los años antes de la salida de los microbuses WHB; a mediados de los años 30; y la introducción del Bedford CA el escaso y limitado mercado de autobuses de 12-16 asientos demandaba buses, que como la serie M de Bedford; cumplía con varios de sus ejemplares, con los modelos MLC o MLZ, y la Plaxton convirtió algunos de los modelos de tracción delantera en los 50 al usar la misma carrocería Consort reducida, que era similar a la montada a los buses Austin o en los chasis de la Karrier, mientras que un chasis convertido en un autobús escolar de 12 asientos por MLC (Motores Lee), sobrevive preservado en el Concejo del condado de Dorset.